# Apateon
Apateon ist eine artenreiche Gattung der Temnospondylen, die im Oberkarbon und Unterperm von Mitteleuropa gefunden wird. In vielen unterpermischen Fundstellen sind diese Branchiosauriden die häufigsten Wirbeltiere.

## Beschreibung
Apateon war ein 5–12 cm langer, molchähnlicher Temnospondyle mit einem schwach verknöcherten Skelett und breitem, kurzem Schädel. Trotz der Ähnlichkeit zu heutigen Salamandern war der Schädel geschlossen. Allerdings waren die Augenöffnungen riesig, und die sie umrandenden Knochen stark reduziert (Präfrontale, Postfrontale, Postorbitale, Jugale). Auf der Gaumenseite befanden sich große Öffnungen, die Zähne waren klein und stiftförmig. In der Wirbelsäule waren meist nur die Neuralbögen verknöchert, und die Hand- und Fußwurzel blieben knorpelig. Aus erhaltenen Hautschatten weiß man, dass der Schwanz seitlich abgeflacht und sehr lang war. Der Körper war rundum mit rundlichen Knochenschüppchen bedeckt.

## Fossilerhaltung
In feinkörnigen Fundschichten blieben bei Apateon häufig Reste der äußeren Kiemen erhalten, die meist wie bei Salamanderlarven büschelförmig gebaut waren. Auch Hautschatten sind häufig erhalten, mitunter sogar mit Farbmustern.

## Lebensweise
Die meisten Branchiosauriden lebten zeitlebens in stehenden oder fließenden Gewässern, wo sie mit ihren differenzierten Kiemendentikeln Kleinstlebewesen filterten. Histologische Befunde zeigen, dass manche Arten von Apateon im larvalen Zustand geschlechtsreif wurden (Neotenie). Dies war seit langem aufgrund ihrer zahlreichen larvalen Merkmale vermutet worden.
Umgewandelte Exemplare wurden bisher nur von einer einzigen Art beschrieben, Apateon gracilis aus Niederhäslich. Aus diesem Befund ließ sich die Metamorphose dieser fast 300 Mio. Jahre alten Temnospondylen rekonstruieren.

## Historisches
Hermann von Meyer benannte 1844 ein winziges, unscheinbares Skelett als Apateon pedestris (griech. „Betrüger mit Beinen“) – zu dieser Zeit waren Landwirbeltiere aus solch alten Schichten noch nicht bekannt. Antonin Fritsch und Hermann Credner berichteten dann erst in den 1880er Jahren über massenhafte Funde von Branchiosauriden aus Nýřany (Böhmen) und Niederhäslich (Sachsen).
Branchiosauriden wurden lange Zeit als Larven größerer Temnospondylen gedeutet, wie z. B. Sclerocephalus, Onchiodon oder Eryops. Erst Jürgen Boy (Universität Mainz) gelang der Nachweis, dass es sich um eine eigene Gruppe larval aussehender Temnospondylen handelt, die näher mit Dissorophoiden als Eryopiformes verwandt waren.